# Al-Jihad SC
Al-Jihad Sporting Club (arab. نادي الجهاد الرياضي) – syryjski klub piłkarski z siedzibą w północno-wschodnim mieście Al-Kamiszli, gdzie gra na Stadionie 7 Kwietnia. Klub został założony w 1962. 

## Historia
Al-Jihad przyjął swoją obecną nazwę dopiero po wydaniu decyzji o połączeniu i zmianie nazw klubów syryjskich w 1971, co doprowadziło do połączenia Al-Rafidain i Al-Arabi.
Klub znany jest z tego, że większość jego kibiców, a także zawodników, stanowią Kurdowie. Z tego powodu często dochodziło do napięć pomiędzy klubem a arabskimi władzami w Damaszku. Kulminacją tego były zamieszki w Al-Kamiszli w marcu 2004. Wybuchły, gdy podczas meczu piłki nożnej, arabscy kibice z Dajr az-Zaur zaczęli wychwalać Saddama Husajna i drwić z kurdyjskich fanów. Zamieszki rozszerzyły się poza stadion, a przeciwko osobom pochodzenia kurdyjskiego użyto broni. W następstwie tych wydarzeń zginęło co najmniej 30 Kurdów.
Obecnie zarząd klubu składa się przepisowo z 9 osób, po 3 z każdej lokalnej grupy etnicznej (Kurdowie, Arabowie, Asyryjczycy).